# Dylan Mbayo
Dylan Mbayo (11 oktober 2001) is een Belgisch voetballer met Congolese roots die anno 2025 uitkomt voor PEC Zwolle. Mbayo is de zoon van ex-voetballer Marcel Mbayo.

## Carrière
Mbayo werd geboren in Frankrijk, maar groeide op in België, waar zijn vader Marcel jarenlang bij KSC Lokeren voetbalde. Bij diezelfde club ondertekende Dylan in december 2018 zijn eerste profcontract. Op 10 maart 2019 speelde hij zijn eerste officiële wedstrijd voor de club: op de voorlaatste speeldag van de reguliere competitie van het seizoen 2018/19, toen Lokeren mathematisch al zeker was van degradatie naar Eerste klasse B, kreeg Mbayo van trainer Glen De Boeck een basisplaats tegen KRC Genk. Een week later kreeg hij tegen Cercle Brugge opnieuw een basisplaats en leverde hij de assist voor de openingstreffer van Amine Benchaib.
Na zijn sterke seizoenseinde kon Mbayo in de zomer van 2019 rekenen op interesse van Wolverhampton Wanderers FC, Norwich City FC en Hannover 96. In de voorbereiding op het seizoen 2019/20 scoorde hij onder andere twee doelpunten in een oefenwedstrijd tegen AS Monaco. Op de laatste dag van de transferperiode van 2019 ondertekende Mbayo een contract bij KAA Gent. Daar mocht hij in twee seizoenen uiteindelijk slechts elf officiële wedstrijden in het eerste elftal spelen. Mbayo scoorde in die elf wedstrijden twee goals, telkens in de Beker van België: in het seizoen 2019/20 legde hij tegen Eendracht Aalst de 0-4-eindscore vast, in het seizoen daarop scoorde hij vanop de strafschopstip het vijfde doelpunt in de 5–0-zege tegen KFC Heur-Tongeren.
Op 3 augustus 2021 ondertekende Mbayo, die bij Gent naar de B-kern was verwezen, een vijfjarig contract bij KV Kortrijk. Daar kreeg hij na zeven invalbeurten in de competitie (telkens minder dan een halfuur) op 27 oktober 2021 zijn eerste basisplaats, met name in de bekerwedstrijd tegen FC Knokke. Daarna bleef trainer Karim Belhocine, die midden oktober overnam van de naar Standard Luik vertrokken Luka Elsner, hem aanvankelijk als invaller gebruiken. Pas op de achttiende competitiespeeldag kreeg Mbayo zijn eerste basisplaats voor Kortrijk in de Jupiler Pro League. Op 14 januari 2022 opende Mbayo, intussen uitgegroeid tot een vaste waarde bij Kortrijk, uitgerekend tegen zijn ex-club Gent zijn doelpuntenrekening in de Jupiler Pro League: in het 2–2-gelijkspel scoorde hij de twee Kortrijkse goals. In januari 2024 werd hij verhuurd aan FC Dordrecht.. Het seizoen erop werd hij opnieuw verhuurt, nu aan PEC Zwolle. Dat daarbij een optie tot koop heeft bedwongen. Hij speelde 35 wedstrijden en maakte daarbij vier doelpunten en gaf acht assists. Dit was voldoende voor de Zwollenaren om de Mbayo over te nemen van KV Kortrijk. Hij ondertekende een contract tot de zomer van 2026 met een optie voor een extra seizoen.

## Clubstatistieken
| Seizoen         | Club            | Land               | Competitie      | Competitie | Competitie | Beker | Beker | Europees | Europees | Totaal | Totaal |
| Seizoen         | Club            | Land               | Competitie      | Wed.       | Dlp.       | Wed.  | Dlp.  | Wed.     | Dlp.     | Wed.   | Dlp.   |
| --------------- | --------------- | ------------------ | --------------- | ---------- | ---------- | ----- | ----- | -------- | -------- | ------ | ------ |
| 2018/19         | KSC Lokeren     | Vlag van België    | Eerste klasse A | 2          | 0          | 0     | 0     | —        | —        | 2      | 0      |
| 2019/20         | KSC Lokeren     | Vlag van België    | Eerste klasse B | 4          | 1          | 1     | 0     | —        | —        | 5      | 1      |
| 2019/20         | KAA Gent        | Vlag van België    | Eerste klasse A | 4          | 0          | 2     | 1     | —        | —        | 6      | 1      |
| 2020/21         | KAA Gent        | Vlag van België    | Eerste klasse A | 4          | 0          | 1     | 1     | —        | —        | 5      | 1      |
| 2021/22         | KV Kortrijk     | Vlag van België    | Eerste klasse A | 28         | 2          | 3     | 0     | —        | —        | 31     | 2      |
| 2022/23         | KV Kortrijk     | Vlag van België    | Eerste klasse A | 19         | 1          | 1     | 0     | —        | —        | 20     | 1      |
| 2023/24         | KV Kortrijk     | Vlag van België    | Eerste klasse A | 9          | 0          | 1     | 0     | —        | —        | 10     | 0      |
| 2023/24         | → FC Dordrecht  | Vlag van Nederland | Eerste divisie  | 19         | 2          | 0     | 0     | —        | —        | 19     | 2      |
| 2024/25         | → PEC Zwolle    | Vlag van Nederland | Eredivisie      | 34         | 4          | 1     | 0     | —        | —        | 35     | 4      |
| 2025/26         | PEC Zwolle      | Vlag van Nederland | Eredivisie      | 0          | 0          | 0     | 0     | —        | —        | 0      | 0      |
| Carrière totaal | Carrière totaal | Carrière totaal    | Carrière totaal | 123        | 10         | 10    | 2     | 0        | 0        | 133    | 12     |

Bijgewerkt op 19 mei 2025.

## Trivia
- In het kader van zijn studies office en retail liep Mbayo zijn stage in de fanshop van KAA Gent.[1]